# 野田一江
野田 一江（のだ かずえ、1965年 - ）は、日本の教育者。箕面自由学園中学校・高等学校のチアリーダー部ゴールデンベアーズの指導者。
1991年に音楽の非常勤講師として同校に着任した。翌年チアリーダー部を創設に際し、コーチに就任した。チアリーディング日本選手権大会（ジャパンカップ）9連覇を含む、全国優勝38回の常勝チームをつくり上げる。
現在はチアリーダー部総監督である。

## 来歴
大阪府生まれ。京都市立堀川高等学校音楽科（現在の京都市立京都堀川音楽高等学校）、同志社女子大学学芸学部音楽学科卒業後、クラリネット奏者として活動した。
1991年、音楽の非常勤講師として箕面自由学園高等学校に着任した。チアリーダー部創設に際し、〝チア経験ゼロ〟で指導を始める。アメリカのチアリーディングを研究することで自ら指導法を学んでいった。
当初、アメリカンフットボール部の応援が主な活動であったが、翌年にチアリーディングの大会にも挑戦するようになり、1992年には関西チアリーディング連盟の立ち上げにも尽力した。同年に行われた関西大会に出場し、全国レベルの大会を目指すチームへと導き、創部6年目には全国優勝を達成した。

## チーム作りと教育方針
徹底した練習と生徒への愛情を指導の基本としている。野田は「150％の練習をしなければ本番で100％の力は発揮できない」とし、厳しいトレーニングを課しつつ、生徒の成長を促す。また、「成功は生徒の手柄、失敗はコーチの責任」という姿勢で、指導者としての責任感を強調している。
また、技術だけでなく、生徒たちの精神的な成長を重視している。野田は「チアリーダー部は社会の予備校」と述べ、チーム活動を通じて人間関係、規律、コミュニケーション能力など、社会に出てからも役立つスキルを身につけさせることに力を入れている。た、「日本一を目指す過程が重要」とし、勝利だけでなく、挑戦することや仲間を思いやることの大切さを教えている。

## 活躍と功績
1996年には、ジャパンカップで初優勝を果たし、その後もインターハイ含め優勝を30回以上重ね、全国で箕面自由学園の名前を広めることに成功した。
また、日本初となる技をいくつも導入し、技術的にも先進的なチームを構築し、日本のチアリーディング界の大幅なレベルアップに繋げた。
野田は、技術指導だけでなく、生徒同士の信頼関係やリーダーシップの育成にも力を注いでいる。彼女の指導を受けた生徒たちは、競技を通じて自己成長し、社会で活動する人材として育っている。

## ７つのルール
野田は「セブンルール」というドキュメンタリー番組で、常に実践している7つの習慣を公開している。
1. 他校がやらない技を取り入れる
2. ノートで生徒の心の声を聞く
3. 家族の朝食は全員別メニュー
4. 生徒の前では常に笑顔
5. テストの点数次第で練習から外す
6. 大会前のゲン担ぎを重視する
7. 生徒とは一定の距離を保つ